# مجزرة يالوفا
مجازر شبه جزيرة يالوفا هي سلسلة من المذابح وقعت خلال الفترة ما بين 1920-1921 ومعظمها خلال مارس - مايو 1921 خلال الحرب التركية اليونانية. ارتكبت الجماعات المسلحة اليونانية والأرمنية المحلية هذه المجازر بالتعاون مع الجيش اليوناني الغازي ضد السكان الأتراك المسلمين في شبه جزيرة يالوفا، وأُحرقت ما يقارب 27 قرية في مدينة أرموتلو [الإنجليزية].
وفقا للصحفي أرنولد توينبي؛ قُتل 300 مسلم خلال شهري أبريل ويوليو 1921 فقط. خلص تحقيق عثماني في القسطنطينية لـ 177 ناجًيا أن عدد الضحايا المبلغ عنه منخفضًا للغاية (35 قتيل) وهو ما يتماشى مع رواية توينبي بأن القرويين فروا بعد مقتل شخص أو شخصين. علاوة على ذلك بقي ما يقرب من 1500 من أصل 7000 مسلم في المنطقة بعد الأحداث أو غادر 6000 يالوفا حيث أحرقت 16 قرية. تزعم الوثائق العثمانية والتركية من ناحية أخرى أن عدد ضحايا المجازر لا يقل عن 9100 تركي مسلم.
بسبب ارتفاع عدد القتلى في المجازر اقتنع توينبي بأن اليونانيين غير مؤهلين لحكم الأتراك. تشكلت لجنة مشتركة بين الحلفاء من ضباط بريطانيين وفرنسيين وأمريكيين وإيطاليين بقيادة موريس جيري [الإنجليزية] (ممثل الصليب الأحمر الدولي في جنيف) وأرنولد توينبي وزاروا المنطقة للتحقيق في الفظائع. وفقًا لمايكل سميث كان الشركس غير النظاميين متورطين أيضًا في المجازر.

## لوحة الاستعراض
الأحداث، التي تضم ممثلين عن الصليب الأحمر تم عرضها من قبل لجنة دولية. قتل رئيس الوفد موريس غهرى، وفقا إلى ما يقرب من 6,000 شخص. مصادر العثماني، يصل مجموعها إلى 9,100 قتيلا في المنطقة على نطاق أوسع ليتحدث عنه.
وفقا لمصادر أخرى سوى حوالي 5,500 يالوفا قتل المسلمين. وفقا لمصدر دمرت جمليك ويالوفا 27 قرية في الحوادث، وأحرقت جزئيا بلدة اورخان غازى. تعرضن للاغتصاب والكمثرى، والمرأة بطريقة منهجية.
انتقل عدة آلاف من اللاجئين مسلم إلى إسطنبول على متن سفينة. فريق التفتيش في مانشستر مراسل الجارديان في أرنولد توينبي كان يحدث وحتى ذلك الحين رأوه بعد أن بدأ توينبي المتعاطفين مع المعارضة اليونانية في الغزو اليوناني.

## تقرير
في تقرير مجلس الاستنتاج دراسة على النحو التالي.
ويبدو أن واضحة ومنظم تدمير القرية بطريقة المتابعة أنه قد تم، والمجموعة ثم المجموعة الأخيرة فترة شهرين... القرى التركية والسكان مسلم لتدمير لديها منهجية خطة. وتجرى هذه اليوناني خطة بناء على تعليمات اليونانية والعصابات الأرمنية من قبل، وحتى أحيانا العادية (اليونانية) مع مساعدة من القوات ".

## مجزرة في الثقافة الشعبية يالوفا
قجه دره هو نصب تذكاري. حول الأحداث من أنغره بواسطة محمد العسل قد كتب رواية.

## الصور، فريق الاستعراض

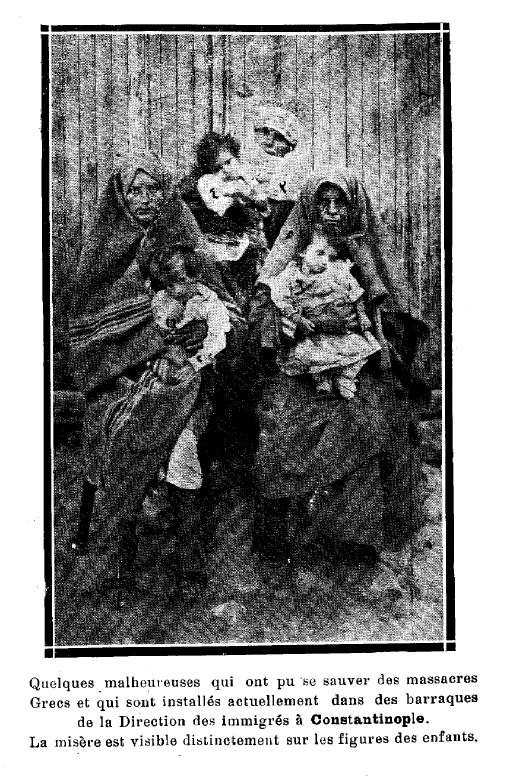
الصور التي التقطت اللاجئات والأطفال في اسطنبول.
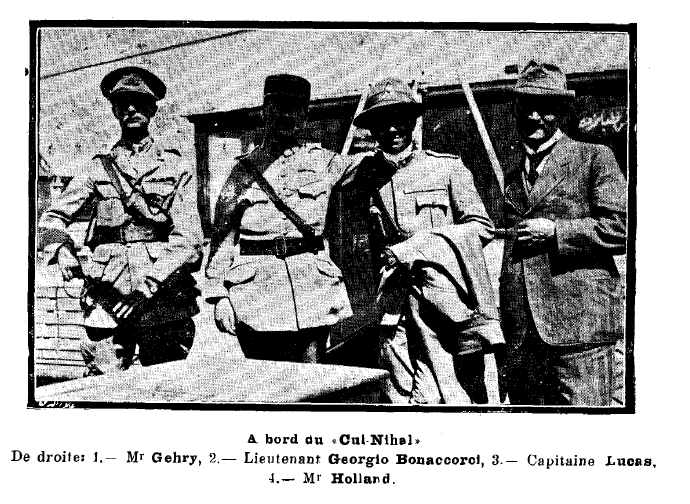
فريق البحث الدولي. .
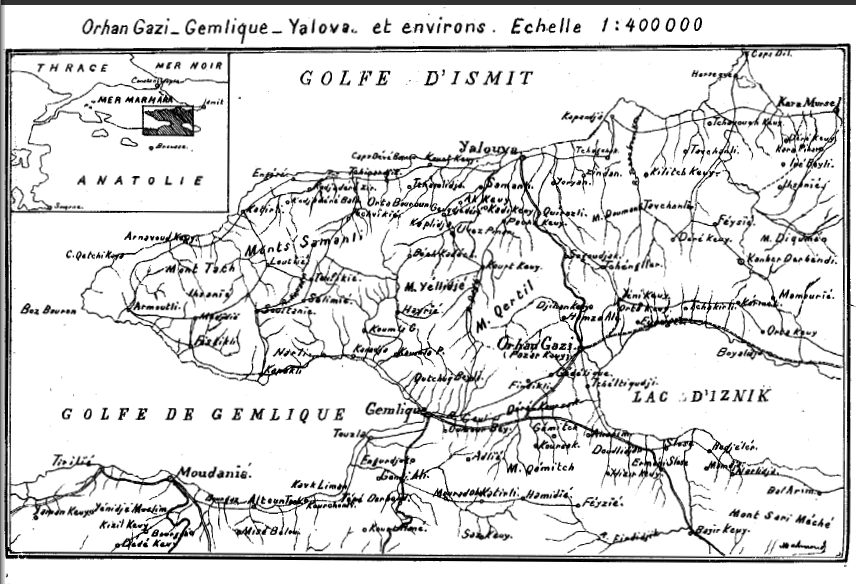
خريطة المعارض في المنطقة التي وقع فيها الحدث.
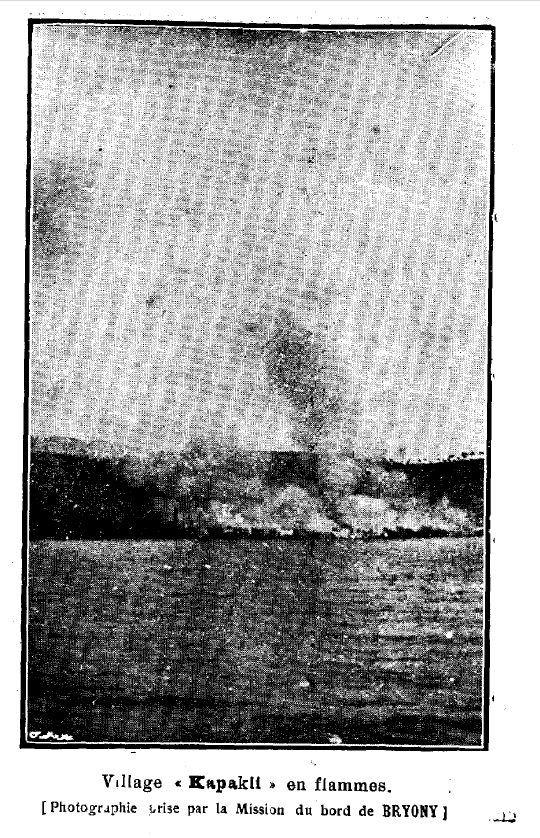
يضيء الصورة صدفي التي اتخذتها لجنة القرية.
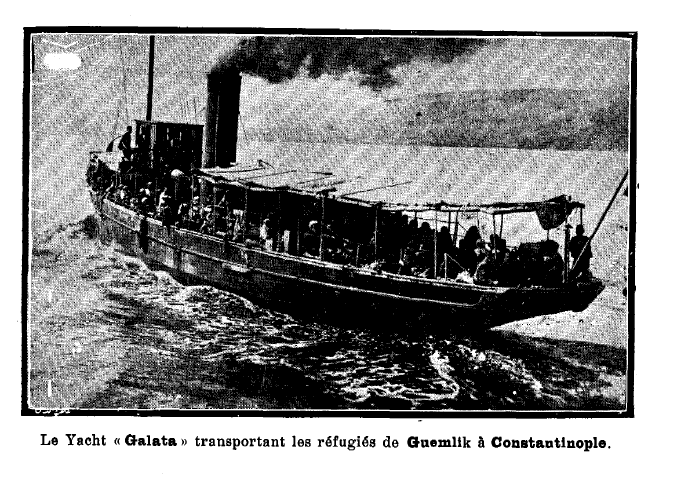
انه أيضا واحدة من السفن التي تحمل اللاجئين. .
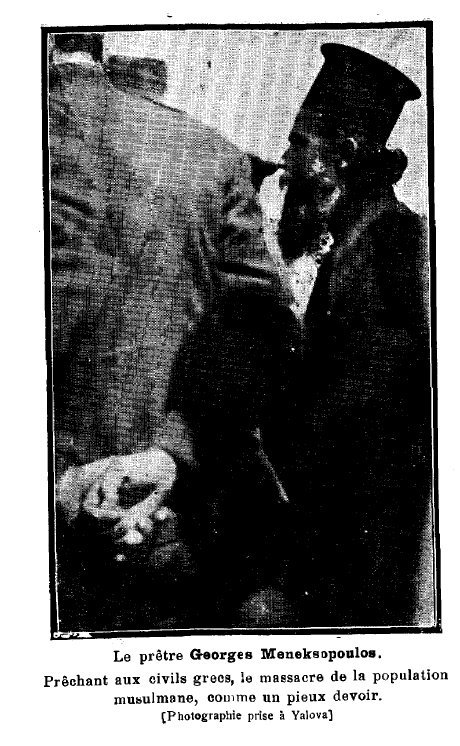
جورج القس الذي شجع المسلمين على ذبح. .
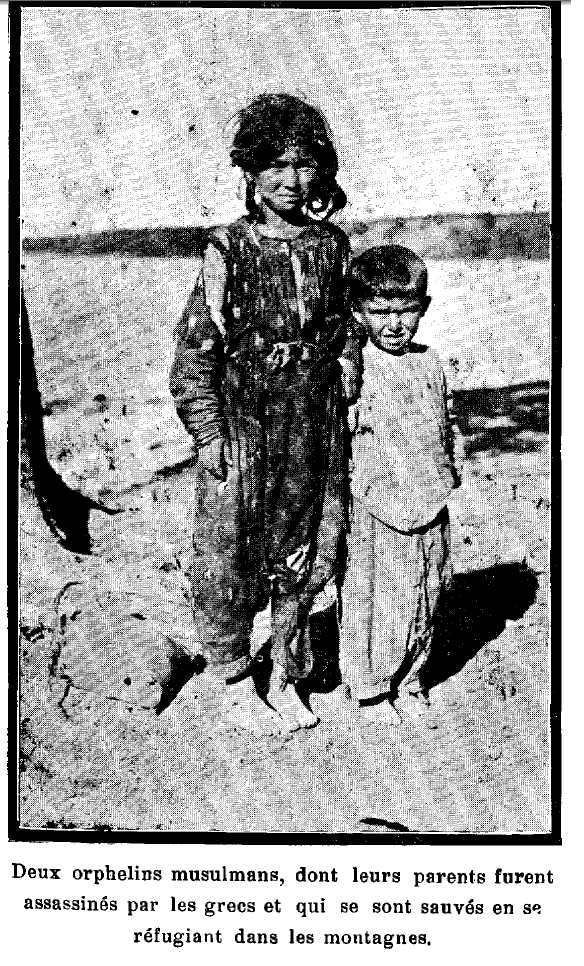
على قيد الحياة اثنان الأيتام قليلا. .
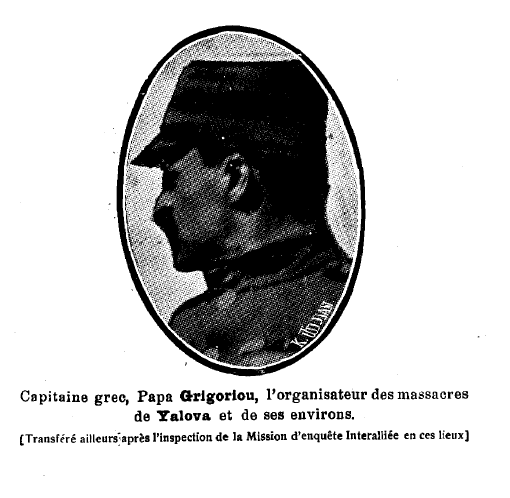
قائد اليونانية غريغوري البابا الذي نظم المجزرة. .
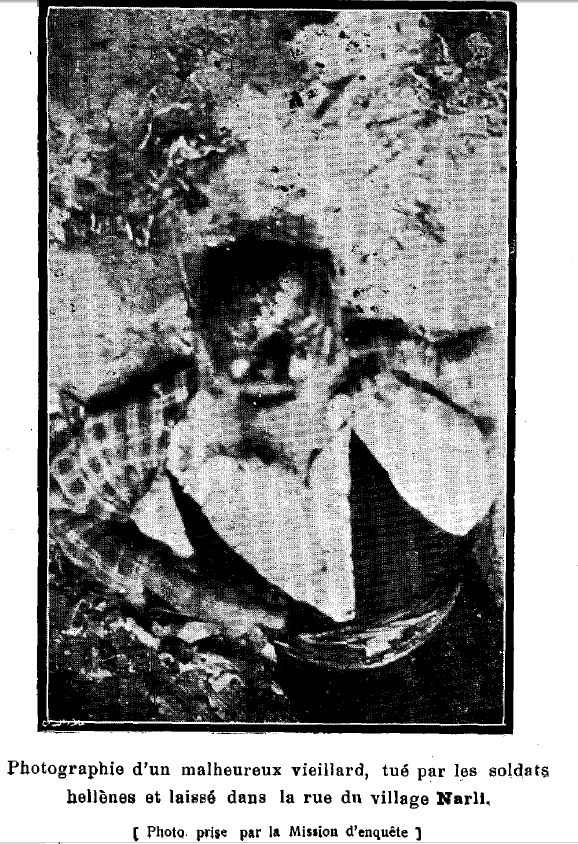
قتل على جثة رجل عجوز في قرية الرمان. .
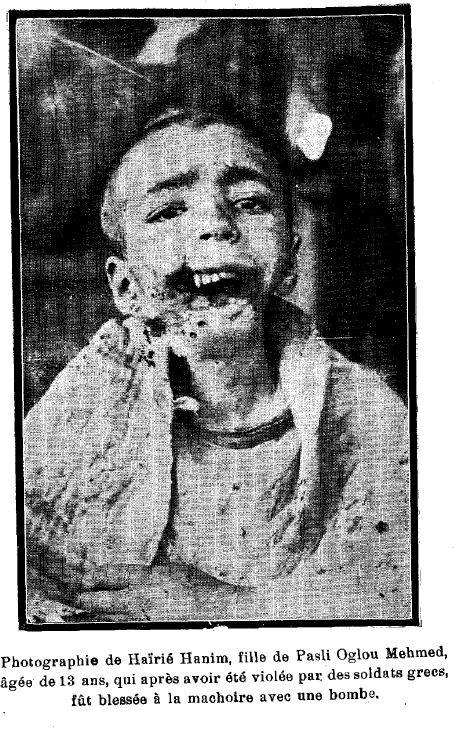
أصيب صبي يبلغ من العمر 13 عاما في الفك.
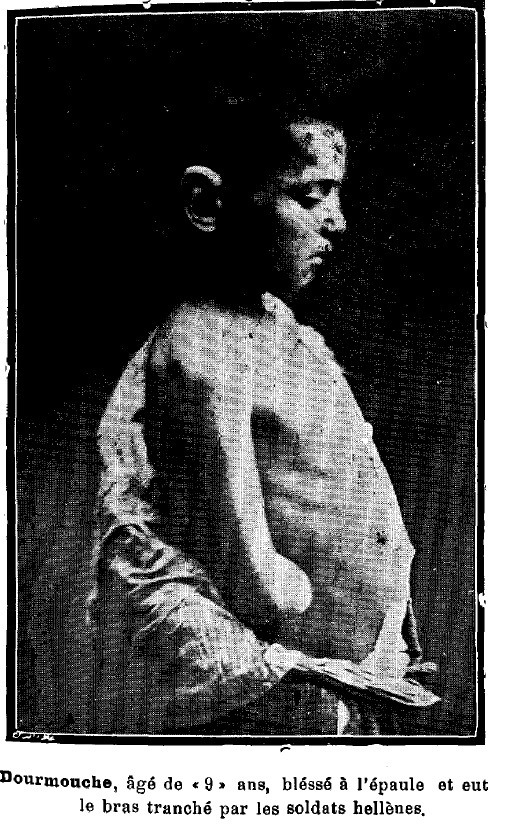
ومن ناحية القص طفل.
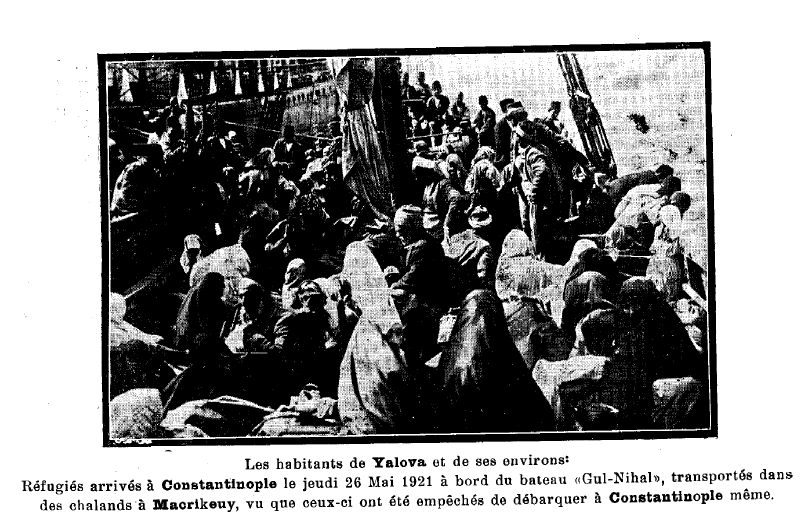
رحلة اللاجئين على متن الطائرة.
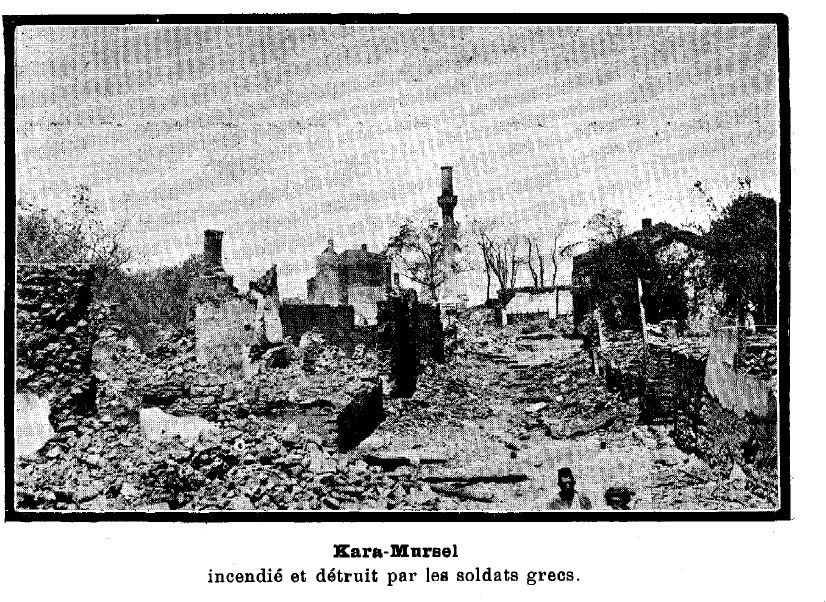
بعد حرق أنقاض مدينة قه ره امرسل.
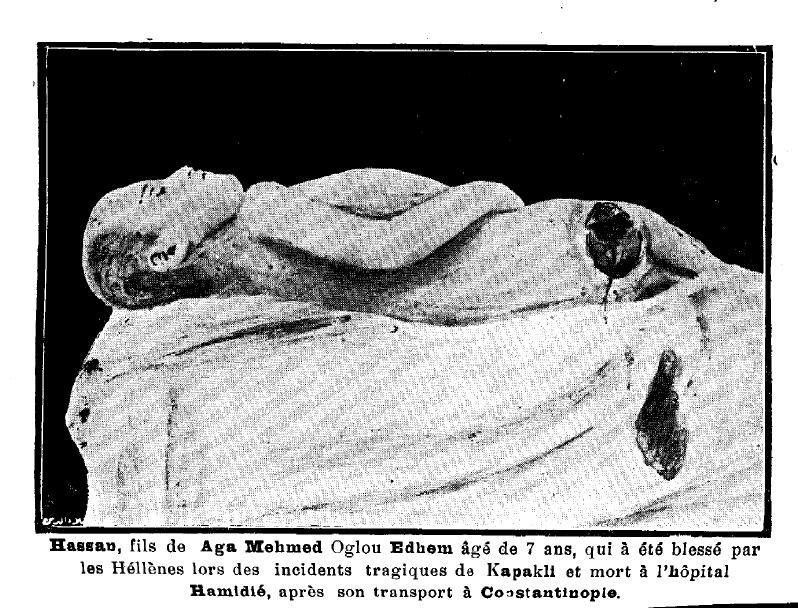
توج الأطفال من القرية الذين لقوا حتفهم متأثرين بجراحهم. .
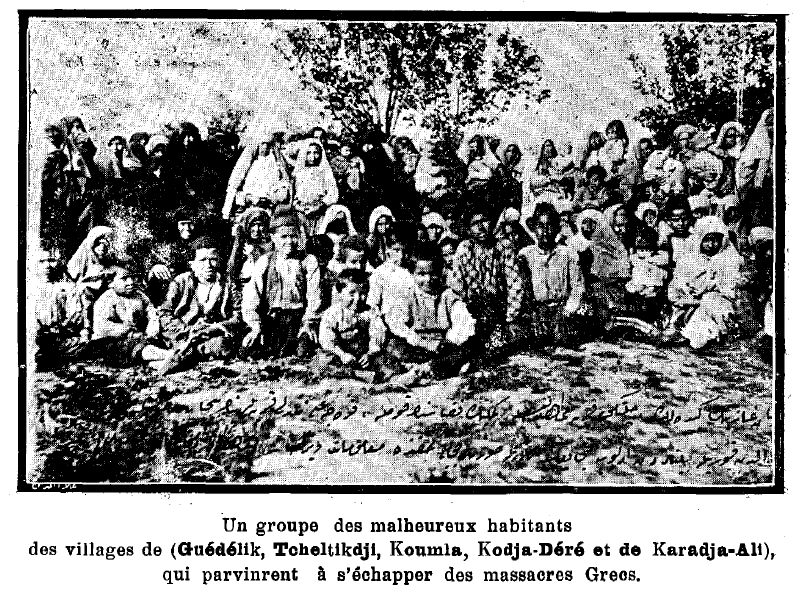
الباقين على قيد الحياة المسلمين. .
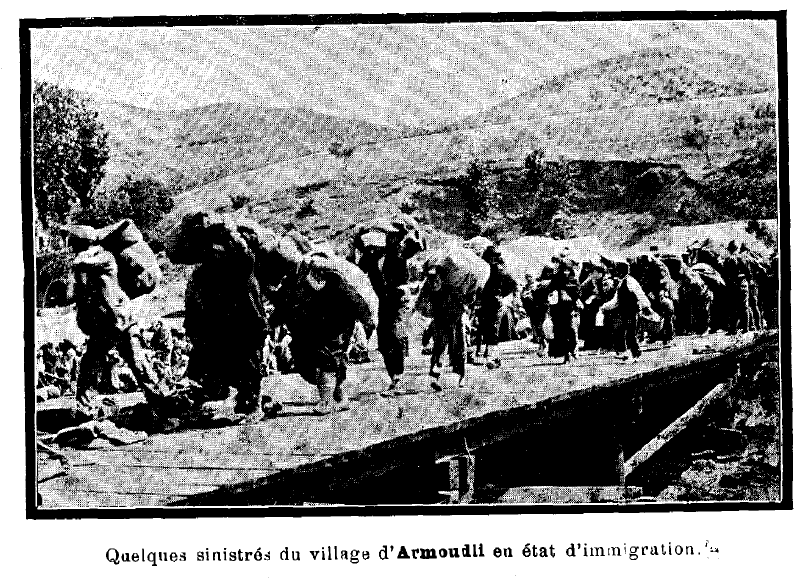
وضع اللاجئين من الكمثرى. .
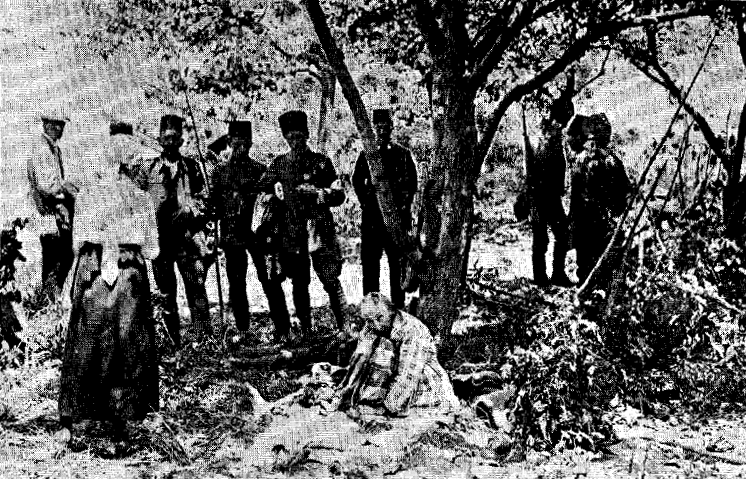
بسبب اغتصاب امرأة من عقله.
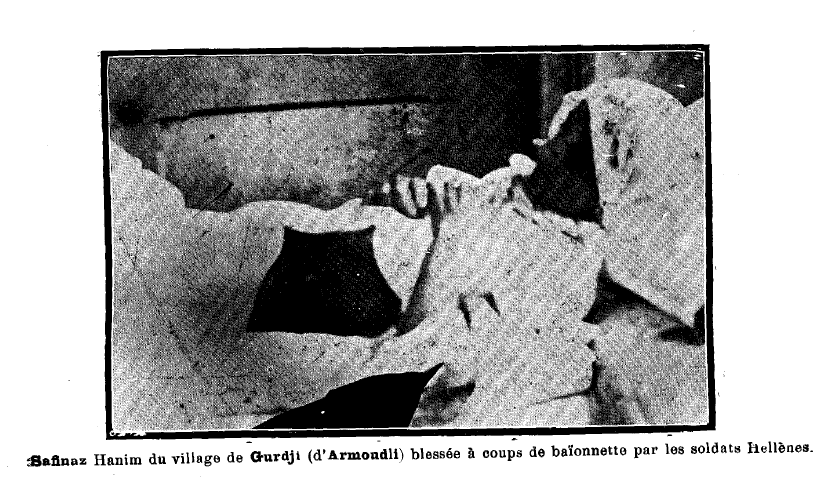
امرأة مسلمة أصيب (أنثى سافينا)، قرية الجورجية.
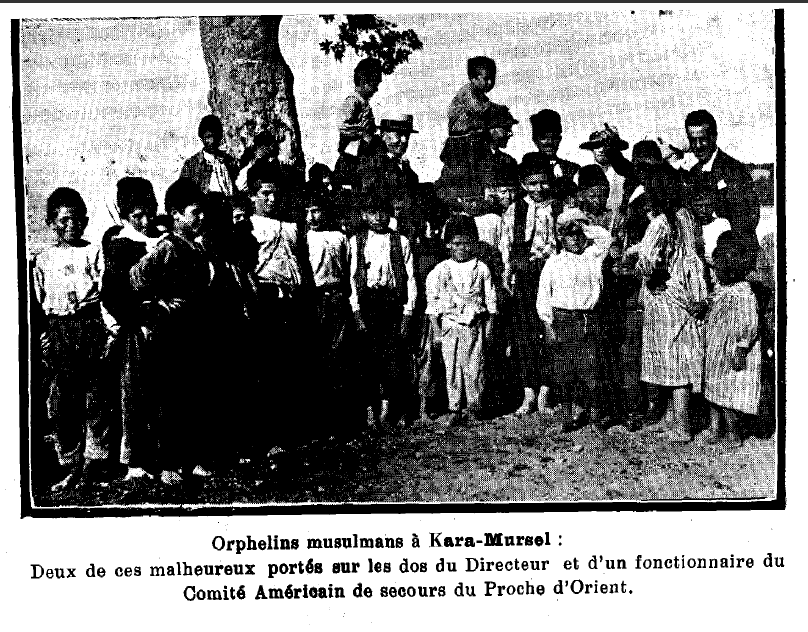
في قه ره ا مرسل الأيتام.
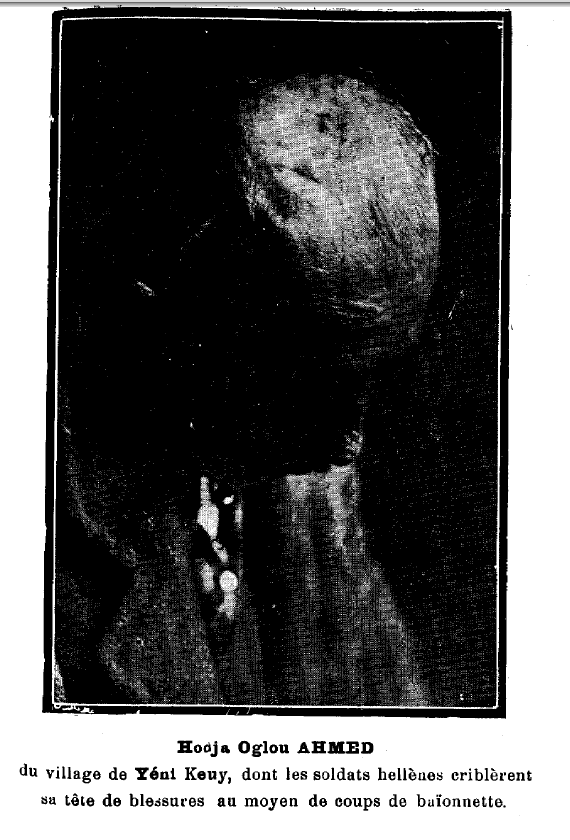
مع الحراب بداية المصاب.
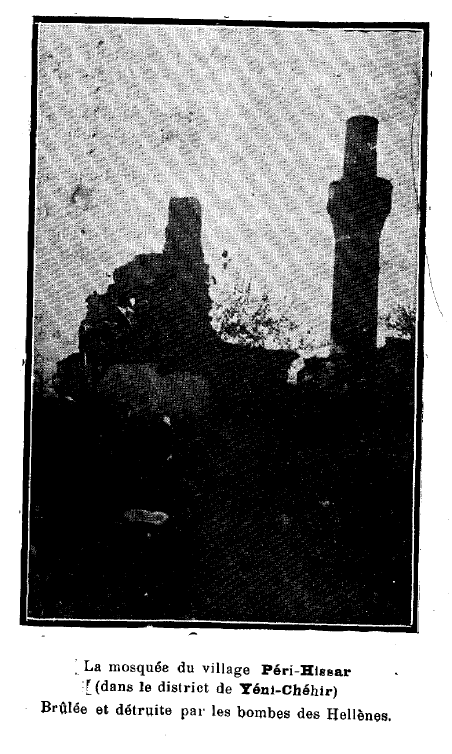
أحرق المسجد.